# Andy Durgan
Andrew Charles Durgan (1952), o simplemente Andy Durgan, es un historiador británico.
Ha publicado varios estudios sobre el comunismo no estalinista en España durante la Segunda República y la guerra civil. Es autor de obras como El Bloque Obrero y Campesino (1930-1936) (Laertes, 1996), sobre el BOC; The Spanish Civil War (Palgrave Macmillan, 2007); entre otras. También se ha ocupado de la selección e introducción de la obra ¿Socialismo o fascismo? Joaquín Maurín y la revolución española 1934-1936, una recopilación de textos de Joaquín Maurín. En 2016, Laertes publicó Comunismo, revolución y movimiento obrero en Cataluña 1920-1936. Los orígenes del POUM, una actualización y ampliación de su obra sobre el BOC de 1996.  En 2022, Laertes publicó su obra Voluntarios por la revolución. La milicia internacional del POUM en la Guerra Civil Española.